# Albert De Bunne
Albert De Bunne (Brussel, 13 november 1896 - onbekend) was een Belgisch wielrenner.

## Carrière
De Bunne werd in 1919 Belgisch kampioen op de weg bij de amateurs. Het jaar nadien nam hij deel aan de  Olympische Spelen van 1920 in Antwerpen. Hij werd op de weg, een individuele tijdrit over 175 km, vijfde. Samen met de Belgische ploeg haalde hij brons in de landenrangschikking. In de ploegenachtervolging werd hij vierde. Op het Belgisch kampioenschap op de weg voor amateurs werd hij tweede. Na dit kampioenschap stapte hij over naar de onafhankelijken. In die categorie werd hij in 1921 Belgisch kampioen sprint. In 1922 verlengde hij deze titel.
Na enkele jaren bij de beroepsrenners werd hij vanaf 1925 terug amateur. in 1926 werd hij Belgisch kampioen bij de amateurs. Het jaar nadien kon hij deze titel verlengen. Vanaf 1928 probeerde hij het ook als stayer. In april van dat jaar werd hij na een training door automobilist aangereden en zwaargewond naar het ziekenhuis gebracht. De volgende jaren nam hij nog verschillende keren deel aan de Belgische kampioenschappen sprint bij de beroepsrenners, maar haalde daarbij nooit een medaille. Zo werd hij in 1932 al uitgeschakeld in de herkansingen van de eerste ronde.
Na zijn actieve carrière werd De Bunne actief als gangmaker.

## Palmares

### Weg
- 1919:  BK amateurs
- 1920: 5e OS in Antwerpen - 4:45.23,4
- 1920:  OS in Antwerpen (landenklassement) - 19:28.44,4
- 1920:  Brussel-Namen amateurs
- 1920:  BK amateurs
- 1920:  Omloop van het Haspengouw onafhankelijken

### Piste
- 1920: 4e Ploegenachtervolging OS in Antwerpen - 5.20,4
- 1921:  BK Sprint onafhankelijken
- 1922:  BK Sprint onafhankelijken
- 1926:  BK Sprint amateurs
- 1927:  BK Sprint amateurs